# 皇劖般
皇劖般（？—？），子姓，皇氏，名劖般，宋国右师皇瑗之子。皇麇之兄。
前478年，皇麇夺取了哥哥皇劖般的封邑给了友人田丙。皇劖般大怒出走，告诉司马桓魋的家臣子仪克。子仪克到宋国告诉夫人：“皇麇打算接纳桓氏”。宋景公询问子仲（皇野）。皇野本来想立杞姒的儿子皇非我为嫡子。皇麇说一定要立长子皇伯，皇野愤怒不听从。这时皇野对宋景公说：“右师皇瑗已老，不会作乱，皇麇怎么样我就不知道了。”次年春，皇瑗被杀。